# SS Bremen (1929)
El SS Bremen fue un moderno transatlántico alemán perteneciente a la empresa naviera Hapag-Lloyd, que sirvió en el servicio comercial entre 1929 y 1939, y como buque de apoyo de la Kriegsmarine durante la Segunda Guerra Mundial hasta 1942, cuando fue semidestruido por un incendio intencionado. 
En el momento de su construcción, este buque y su gemelo, el SS Europa, eran los dos transatlánticos de turbina de vapor de alta velocidad más avanzados de su época. Ambos provocaron una competencia internacional en la construcción de transatlánticos grandes, rápidos y lujosos que fueron símbolos nacionales y puntos de prestigio durante los años previos a la Segunda Guerra Mundial.

## Historia
El SS Bremen, así como el SS Europa, fue construido para la compañía naviera Norddeutscher Lloyd para competir con las grandes líneas italianas, británicas y francesas por la codiciada «Banda Azul», cuya tenencia era símbolo prestigioso de rapidez sumada al lujo. Su moderno diseño y la elegancia de sus líneas fueron el caché de esta clase de transatlánticos cuyos precios de pasaje estaban entre los más caros de su época. Este navío fue el cuarto en llevar el nombre en honor de la ciudad portuaria alemana de Bremen.
Construido por los astilleros AG Weser pertenecientes al consorcio Deutsche Schiff- und Maschinenbau (Deschimag), fue proyectado para obtener una alta velocidad de crucero obteniendo en sus pruebas una velocidad efectiva de 27,5 n, aunque en algunas pruebas de milla corrida alcanzó por breves momentos unos prometedores 32 n. Contribuyó mucho a la velocidad el diseño de la proa con roda tipo bulbo, llamada técnicamente proa tipo Taylor, siendo la primera nave comercial en incluir este innovador diseño, aunque anteriormente ya habían sido construidos diferentes tipos de buques mercantes con él.[cita requerida]

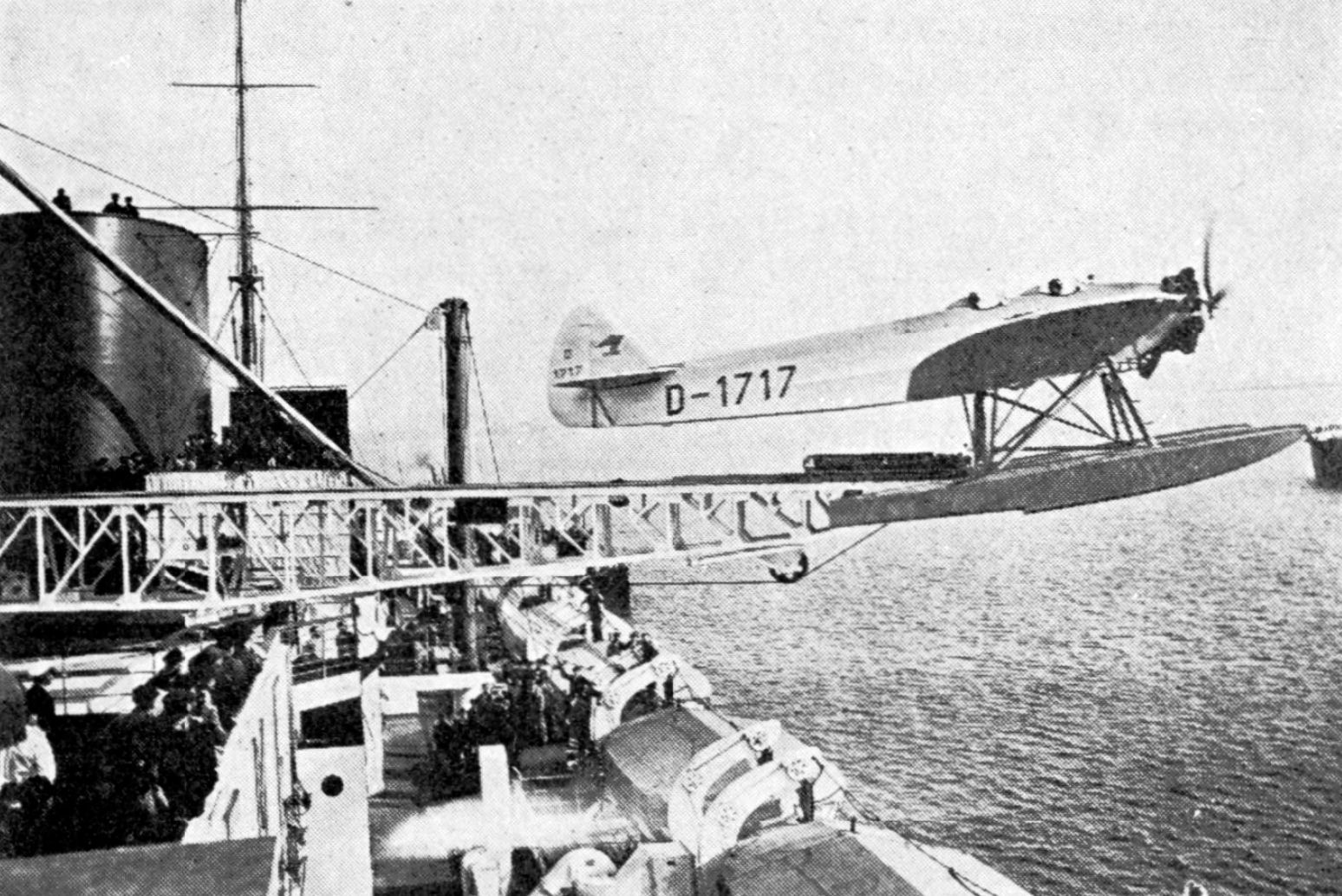
Heinkel He 12 catapultado desde el SS Bremen, 15 de septiembre de 1929

Como interesante novedad se instaló en la cubierta de turismo entre las dos chimeneas una catapulta de vapor Heinkel con la que podía lanzarse un pequeño hidroavión correo Heinkel He 12 cuando estaba cercano a las costas tanto en el viaje de ida como a la vuelta. Más tarde se eliminó el avión debido a la complejidad de la catapulta. Sin embargo en 1932 se instalaron nuevas catapultas accionadas por aire comprimido más potentes en el Bremen y en su gemelo, el Europa, que permitieron utilizar los Junkers Ju 46 de mayor tamaño -un desarrollo del Junkers W 33/W 34- .
El Bremen poseía un moderno equipo de cuatro turbinas asociadas a calderas tubulares de vapor en alma de aceite a alta temperatura que le permitía generar un máximo de 135 000 CV y un eficiente equipo generador electrógeno diésel que alimentaba alrededor de 20 000 bombillas eléctricas, 20 ascensores, cocinas y accesorios de camarotes.

### Viaje inaugural y Banda Azul

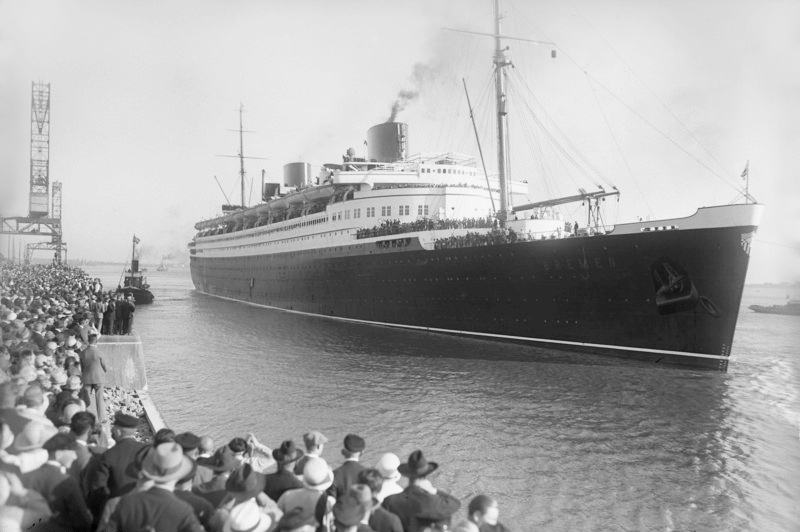
El Bremen fotografiado durante su viaje inaugural, en julio de 1929

El Bremen realizó su viaje inaugural el 16 de julio de 1929, navegando a altas velocidades, realizando la ruta entre Bremerhaven y Nueva York. Completó la travesía en solo 4 días con 17 h y 42 minutos, a una velocidad media de 27,83 n, lo que le permitió obtener la preciada Banda Azul, premio que, desde 1909, poseía el transatlántico inglés RMS Mauretania. 
Conservó el récord en sentido oeste solo hasta el siguiente año, cuando le fue arrebatado por su gemelo, el Europa, con 4 días, 17 horas y 6 minutos y un promedio de 27,91 n de velocidad, siéndole a su vez arrebatado en 1933 por el transatlántico italiano SS Rex, con un viaje de 4 días, 13 h y 58 min y una velocidad promedio de 28,9 n. 
El Bremen recapturó el récord en sentido este, realizando un viaje en el tramo entre el buque faro Ambrose y el faro de Eddystone en tan solo 4 días con 14 horas y 30 minutos, obteniendo de este modo un doble galardón de Banda Azul Este-Oeste. 
Lo volvería a ganar nuevamente el 15 de junio de 1933, gracias a las favorables condiciones marítimas, completando el trayecto entre el Ambrose y la ciudad francesa de Cherburgo, |con 4 días, 16 h y 15 minutos y 28,5 n de velocidad promedio. Mantuvo el récord de forma continua hasta 1935, cuando le fue arrebatado por el navío francés SS Normandie, con unos imponentes 30,31 nudos.

### Carrera posterior

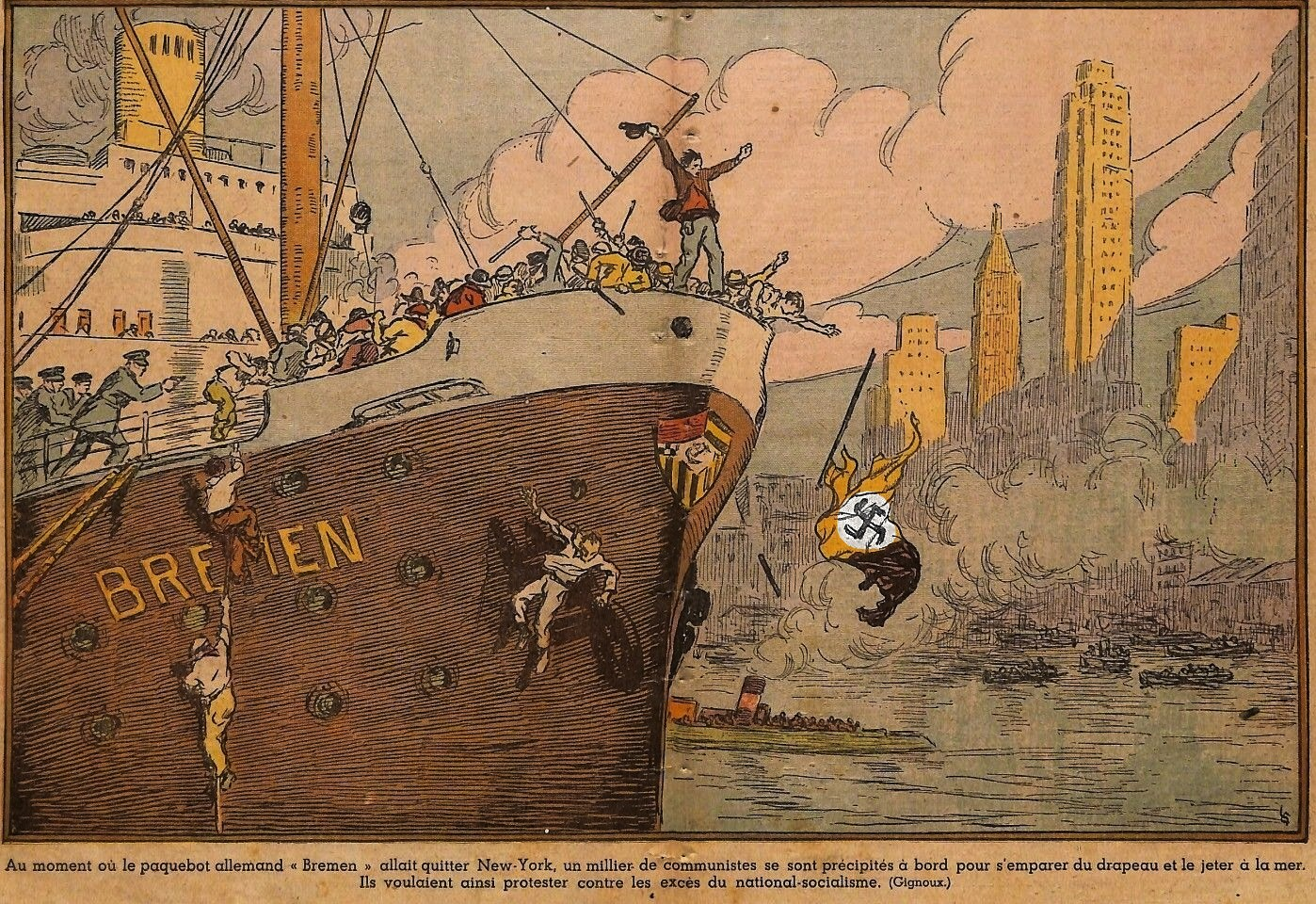
Ilustración que muestra a manifestantes antinazis atacando al Bremen mientras se encontraba atracado en el puerto de Nueva York, 26 de julio de 1935

A pesar de la crisis de los años 1930, la NDL consiguió ganancias con estos rápidos navíos. El Bremen fue, además, uno de los pocos navíos que tuvo como destinos Argentina y Chile.
Con el advenimiento del nazismo en Alemania en 1932, el Bremen, así como otros navíos alemanes, fueron objeto de muchas manifestaciones antinazis a partir de 1935 en sus muelles de desembarco en Norteamérica, debido a que la bandera nazi, que incluía el símbolo rúnico de la esvástica, fue declarada por Hitler como la nueva bandera nacional alemana, siendo obligatoria en todos los navíos de línea registrados en dicho país.

#### Segunda Guerra Mundial

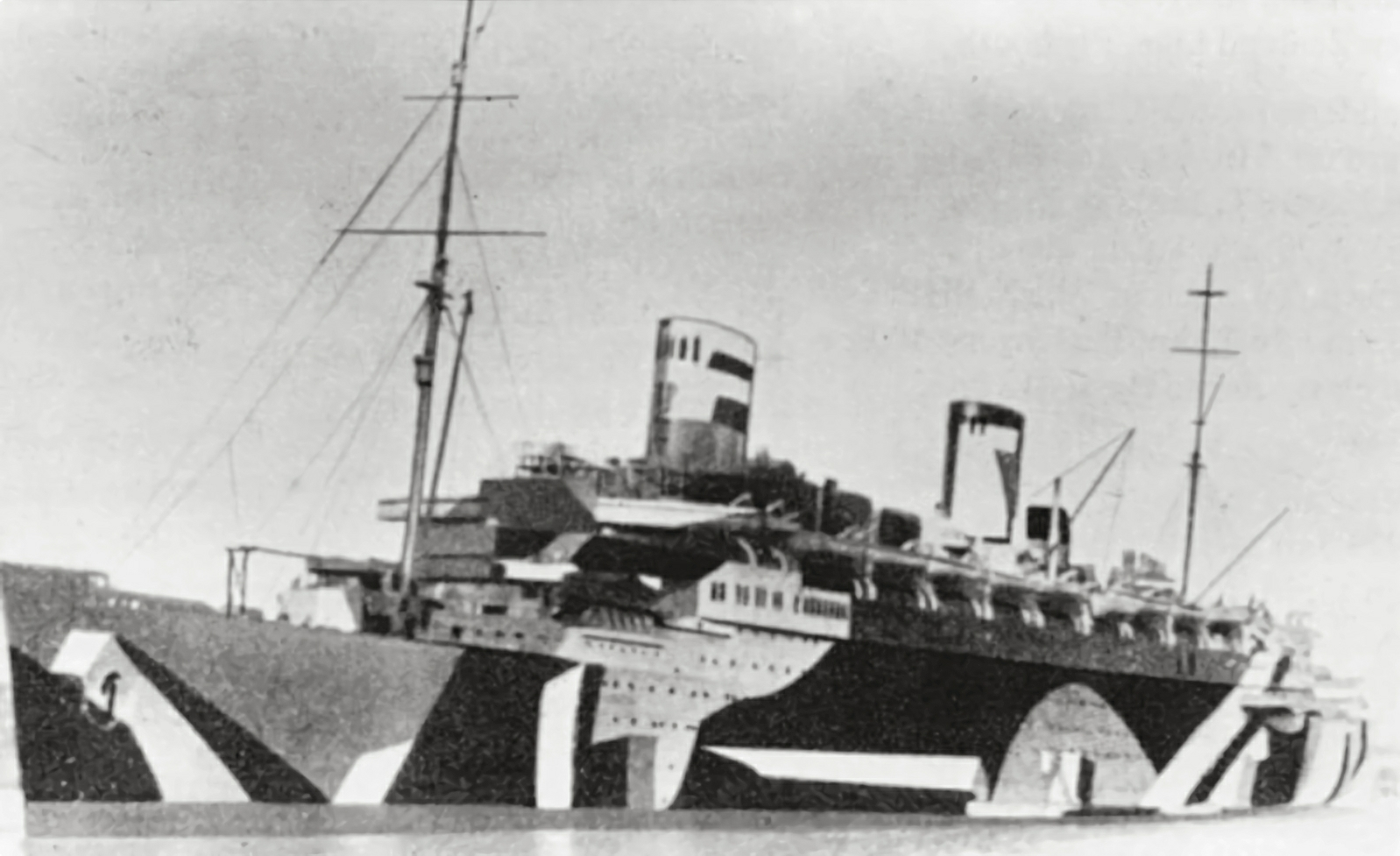
El Bremen pintado con camuflaje dazzle, a comienzos de la II Guerra Mundial

A finales de agosto de 1939, al comienzo de la Segunda Guerra Mundial, mientras se desarrollaba la invasión de Polonia, el trasatlántico, con 1770 pasajeros a bordo, se encontraba a mitad de una travesía con destino a Nueva York cuando recibió la orden de retornar a Alemania por orden del Alto Mando alemán. El capitán decidió "ignorar" por un par de días la orden, continuando el viaje y desembarcando su pasaje en América del Norte.
Una vez desembarcado el pasaje, radió la toma de conocimiento y partió sin pasajeros de regreso a Europa. En medio del Atlántico, fue pintado de color gris naval y enviado directo al puerto de Murmansk, en la Unión Soviética donde arribó el 6 de septiembre de 1939. 
Cuando estalló la breve Guerra de Invierno entre Finlandia y la URSS, el Bremen fue redestinado a Bremerhaven. Durante la travesía fue señalado por el submarino británico HMS Salmon, y cuando se aprestaba a disparar sus torpedos, fue descubierto por un avión de escolta Dornier Do 18, que lo forzó a sumergirse.
En 1940, fue pintado con camuflaje disruptivo y destinado a Hamburgo para su reconversión a buque de transporte de tropas.

#### Final
En la preparación de la invasión de Inglaterra en 1941, durante la llamada Operación León Marino, el Bremen fue destinado como transporte rápido de tropas de asalto; pero ante la incapacidad de lograr el dominio aéreo por parte de la Luftwaffe, dicha operación fue abortada y fue redestinado a Bremerhaven como un buque de apoyo al ejército. 
El 12 de marzo de 1942, mientras estaba en dársena, sufrió un incendio intencionado causado por un tripulante supuestamente antinazi. El siniestro lo destruyó parcialmente volcándose a estribor. Se pensó en un momento que había sido acto de sabotaje y traición por parte del tripulante, que fue arrestado; pero que finalmente se logró averiguar que fue un acto de venganza personal en contra de los propietarios del buque. No fue reparado y permaneció, como un derelicto flotante, en el lugar del incendio hasta 1946, año en que fue remolcado por el río Weser hasta Nordenham, donde fue hundido con explosivos el 1 de abril de ese año. El pecio del Bremen sigue siendo visible durante las mareas bajas.

## Pasajeros famosos
Durante su carrera como navío de pasajeros, el Bremen acogió en sus instalaciones a importantes personalidades de la época, como Carlos Gardel, Cary Grant, Henry Fonda, Marlene Dietrich,
William Randolph Hearst, Jack Dempsey e incluso al primer ministro británico Winston Churchill.

## Perfil del Bremen

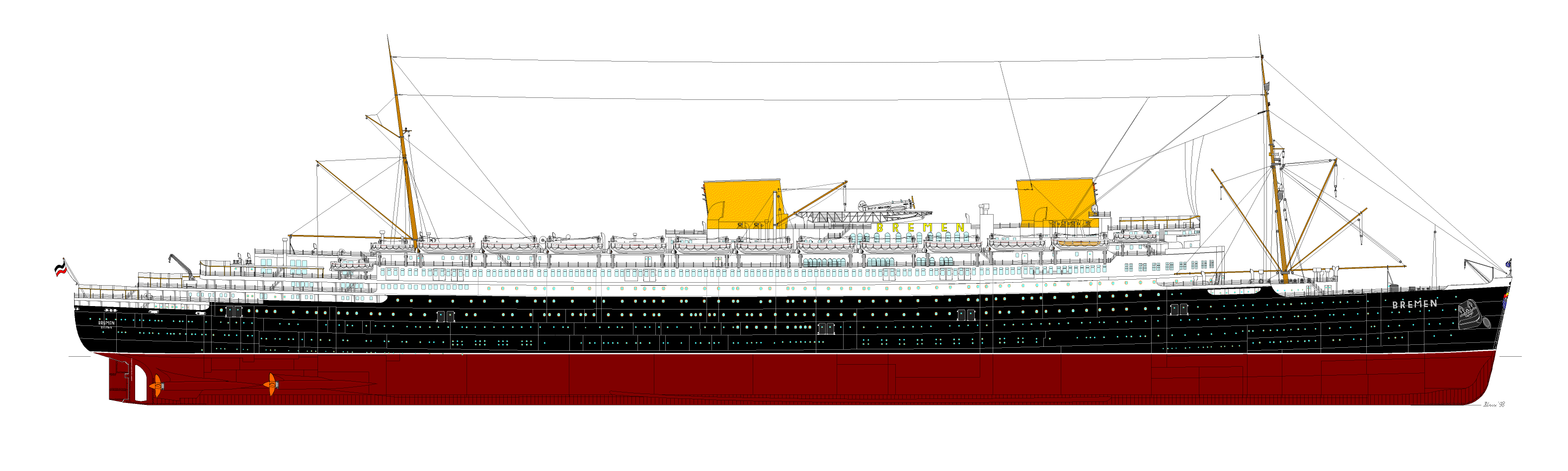
Perfil del SS Bremen en 1929